# سرطان كماني رفيع الأصابع
سرطان كماني رفيع الأصابع (الاسم العلمي:Uca stenodactylus) هو نوع من الحيوانات يتبع جنس السرطان الكماني من فصيلة السرطانات الشبحية.